# Simbal
Simbal es una localidad peruana capital del distrito homónimo ubicado en la provincia de Trujillo en el departamento de La Libertad. Está ubicada a 32 km de la capital provincial, Trujillo.

## Clima
El clima del distrito es excelente, calificado como uno de los mejores de la provincia de Trujillo, pues es seco y cálido. Muestra un cielo azul despejado, con sol todos los días del año; se le conoce con el nombre la "Chosica Trujillana", tanto por el clima cuanto por su cercanía a la costa, permitiendo en pocos minutos, pasar de una temperatura incómoda a una saludable. Durante el día, las pocas nubes dejan pasar la radiación solar calentando los cerros para obtener un clima agradable en las noches de un cielo despejado. Da igual manera en las raras noches nubladas tenemos un ambiente agradable porque las nubes protegen y conservan el calor regulando la temperatura de nuestro Simbal. 

## Fundación
Simbal fue fundado como pueblo cristiano en el siglo XVI por los Padres de la Orden de San Agustín. Se cree que el cura de la parroquia Fray Luis de Tapia, el 24 de junio de 1587, fundó el pueblo con el nombró de "VILLA PARROQUIA DE SAN JUAN BAUTISTA DE SIMBAL". Los españoles al fundar una ciudad respetaban el nombre auténtico del lugar, agregándole el nombre de un Santo que la proteja como es el caso del nuestro.  
La Creación del distrito  
En los primeros años de la República encontramos a Simbal formando parte de la Intendencia de Trujíllo. José de San Martín, por Ley del 12 de febrero de 1821, creó el departamento de Trujillo con sus siete provincia»: Trujillo, Bolívar, Huamachuco, Otuzco, Pacasmayo, Pataz y Santiago de Chuco.  
La provincia de Trujillo con 14 pueblos bien organizados: Ascope, Buenos Aires (hoy Víctor Larco), Chícame, Chocope, Huanchaco, Magdalena de Cao, Moche, Paijan, Razuri, Salaverry, Santiago de  Cao, Simbal, Trujillo y Viru. 
Simón Bolívar por medio de un Decreto de 24 de junio de 1824 eleva a la categoría de Distrito a Simbal que fue refrendado por su Ministro General José Faustino Sánchez Carrión. Ramón Castilla, presidente provisorio de le República promulgó una Ley el 2 de enero de 1856 mediante la cual Simbal pasó a ser distrito de la provincia de Trujíllo, ya que antes estaba anexado (desde el  coloniaje) a la Encomienda de Huamachuco.

## Origen del nombre de Simbal
Pare el explicar el origen del nombre se conocen tres acepciones aceptables, dos quechuas y la otra yunga. De la palabra quechua "SHIMBAL, que significa lugar abrigado,  hueco caliente. Esta palabra "Shimbal" con el uso de los años ha perdido la h por la muda quedando simplemente Simbal. Si apreciamos el centro poblado capital del distrito, vemos que esté rodeado de cerros y si miramos desde lo alto aparentemente está el pueblo en un hueco u hondonada obteniendo un clima cálido. Del yunga "SHIBAL-ERO-LAN", que significa lugar calizo y calcáreo que se calcine al fuego. Haciendo una apreciación del término "shibal-ero-lan" recordamos que Simbal es rico en minerales no metálicos como el yeso y la cal, y qué mediante hornos se calcina al fuego la piedra para industrializarlo. La tercera acepción: el diccionario Geográfico, Estadístico del Perú, del doctor Felipe Paz Soldán, apunta que Simbal deriva del quechua   "SIMPA"  que quiere decir trenza, maroma. El término trenza significa enlace de tres o más ramales. Haciendo una apreciación de la terminología el nombró de Slmbal deriva de Simpa que los españoles al escucharlo a los naturales en su lengua quechua o por el uso trasformaron Simpa en Simbal; además según la situación geográfica, el pueblo está entre una trenza de cerros como son: Santa Rosa, a la derecha; Chaichit, al centro; y los cerros de Río Seco o La Cuesta,   a la izquierda. El término maroma significa cuerda gruesa. 
Haciendo una apreciación panorámica de todo el distrito, las diferentes cadenas de cerros esparcidos por todo el territorio parece que los ramales forman o hacen cuerdas gruesas trenzadas. Estas trenzas dan origen a valles cálidos, a lugares abrigados:  de allí su hermoso clima. 

## Aspecto educativo
El Centro Educativo (CE.) 80067, CESAR ARMESTAR VALVERDE 
Don César Armestar Valverde: Hijo de Rosendo Armestar y de Zoila Valverde. Sus primeros años de educación lo recibió en este su pueblo natal, luego siguió sus estudios en un Colegio de Media en la ciudad de Trujillo. Viajó a Francia para seguir sus estudios Superiores de Medicina Humana, carrera que logró culminar como Médico Cirujano. Se estableció en Lima abriendo su consultorio en el Jr. Trujillo del populoso barrio del Rlmac, cerca a Palacio de Gobierno. Su alto sentimiento humanitario lo demostró atendiendo en forma gratuita a todo paisano simbalero que llegaba en busca de salud. Llegó a ser Senador de la República por el departamento de Lima, en el periodo 1950-56. Se preocupó por la educación del actual Centro Educativo N* 80067 que lleva su nombre.

## Turismo
- El distrito de Simbal es un lugar de mucha naturaleza. Esta campiña es visitada por turistas todo el año debido a su clima cálido y soleado. Existen en ella centros de diversión, restaurantes campestres y un Club de Campo,

## Festividades
- Fiesta patronal del Señor de la Piedad, La festividad se celebra durante los días siguientes:

Día 26 El Alba  
Día 27 Las doce 
Día 28 Día Central 
Día 29 La Adoración  
Día 30 Agradecimiento a los visitantes.
Esta fiesta es netamente católica, se celebra desde el siglo XVII (1605) recordando su llegada al pueblo.  Se rinde culto a Cristo crucificado antes que Lima lo hiciera al Señor de los Milagros, de igual manera, le veneración del Sr. de la Piedad es anterior a de la Virgen de la Puerta de Otuzco que empezó en 1664.
La "Hermandad del Señor de la Piedad" presenta el Programa en el que se especifica las diferentes actividades religiosas, deportivas, artísticas, sociales, noches de fuegos artificiales, bandas de músicos, bailes, etc.